# Biely Váh
Die Biely Váh (deutsch Weiße Waag; ungarisch Fehér-Vág) ist einer der zwei Quellflüsse des slowakischen Flusses Waag. 

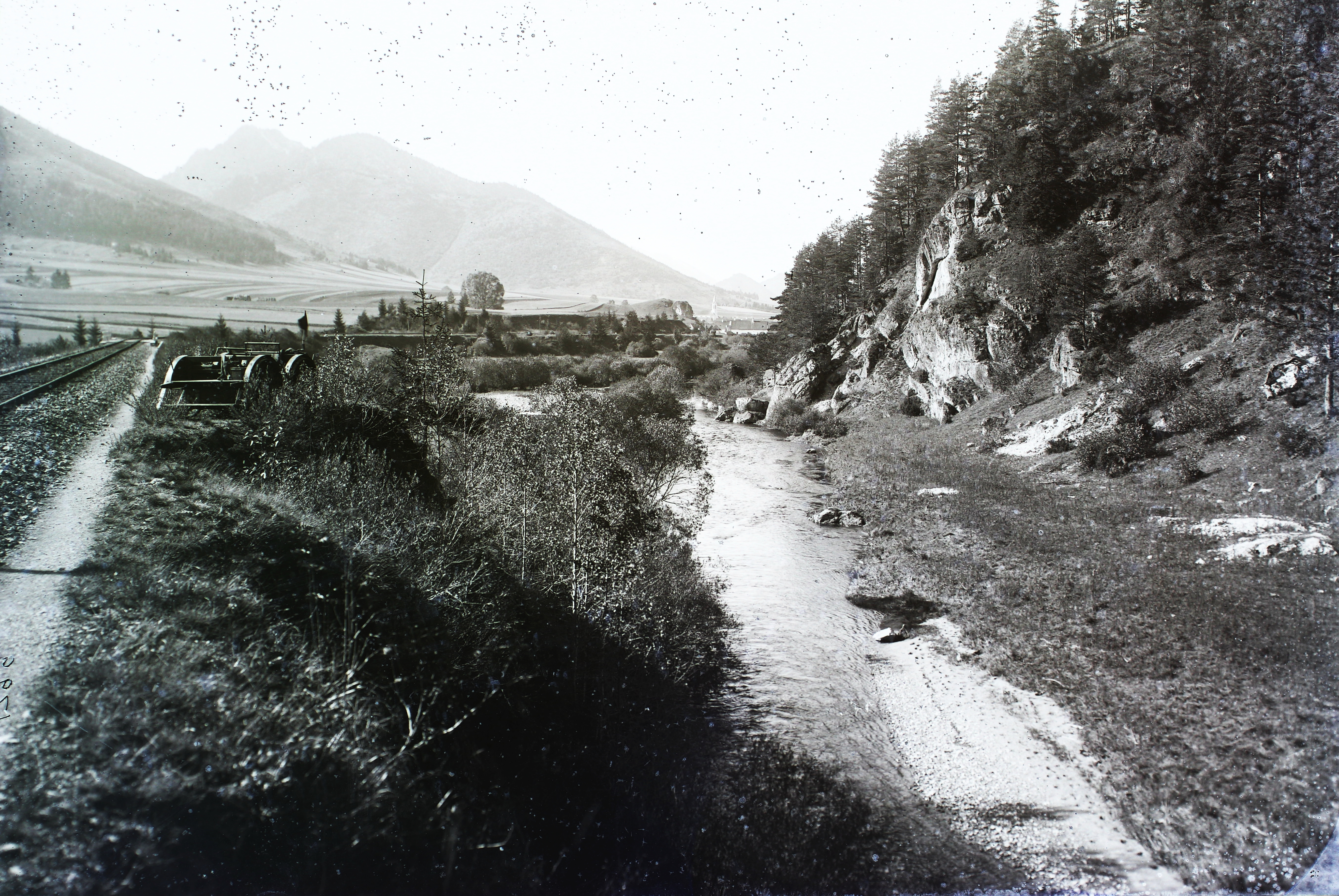
Historische Aufnahme des Flusses bei Kráľova Lehota, 1907

Sie entspringt im Tal Važecká dolina unterhalb des Bergsees Krivánske Zelené pleso am Südhang des Kriváň, zwischen den Orten Podbanské und Štrbské Pleso in der Hohen Tatra und ist 29 km lang. Am Anfang fließt der Fluss südwärts, bei der Gemeinde Važec wendet er sich in westlicher Richtung und fließt mit der Schwarzen Waag zur Waag zusammen bei Kráľova Lehota.